# Amedeo Osti Guerrazzi
Amedeo Osti Guerrazzi (* 14. Juli 1967 in Rom) ist ein italienischer Zeithistoriker, der vor allem mit Arbeiten zum italienischen Faschismus in Erscheinung getreten ist. Ein Forschungsschwerpunkt Osti Guerrazzis ist die Geschichte Italiens 1943 bis 1945, mit besonderem Augenmerk auf Rom sowie der Judenverfolgung. 

## Leben
Osti Guerrazzi wurde 1999 an der Universität Turin mit einer Arbeit über Industriebeziehungen und Sozialgesetzgebung im liberalen Italien (1892–1914) promoviert. Er war ab 2004 Lehrbeauftragter an der römischen Universität La Sapienza. Osti Guerrazzi war Mitarbeiter am Deutschen Historischen Institut in Rom und externer Mitarbeiter an dem inzwischen abgeschlossenen interdisziplinären Forschungsprojekt „Referenzrahmen des Krieges“ unter Leitung Sönke Neitzels an der Universität Mainz. Ab Juli 2017 war er als wissenschaftlicher Berater der Fondazione Museo della Shoah in Rom tätig. Aktuell ist Osti Guerrazzi wissenschaftlicher Mitarbeiter an der Universität Padua.

## Werk
2004 veröffentlichte Osti Guerrazzi eine monographische Studie über den Faschismus zur Zeit der Italienischen Sozialrepublik in Rom. 2006 publizierte er in den Vierteljahrsheften für Zeitgeschichte einen Aufsatz, in dem er durch eine (unvollständige) Auswertung der Prozessakten der römischen Corte d’Assise speciale 200 Fälle von römischen Juden aufzeigte, die von ihren Mitbürgern verraten wurden. Vorausgegangen war 2005 eine Monographie zu dem Thema mit dem Titel Caino a Roma („Kain in Rom“).
Das 2008 veröffentlichte Büchlein La Repubblica Sociale Italiana bietet eine kommentierte Bibliographie zu 100 Titeln zum Thema.
Das 2010 erschienene, gemeinsam mit Anthony Majanlathti verfasste Buch Roma occupata 1943–1944 stellt eine Art historischen Reiseführer zu den Orten dar, die während der neunmonatigen deutschen Besatzung Roms vom September 1943 bis Juni 1944 eine Rolle spielten.
In einer 2011 erschienenen Monographie untersucht Osti Guerrazzi die 28 Monate währende Besatzung der italienischen Armee in Slowenien und die diesbezügliche italienische Erinnerungsgeschichte. Insbesondere beschreibt er die zunehmende Brutalisierung der Kriegsführung. Laut Karlo Ruzicic-Kessler habe kein Autor vor Osti Guerrazzi „in dieser Genauigkeit eine Mikrostudie zu den Einsätzen italienischer Einheiten in Slowenien – besonders bei den Offensiven des Sommers 1942 – verfasst.“ Im sechsten und letzten Kapitel des Buchs behandelt Osti Guerrazzi vor allem die Selbstexkulpation italienischer Militärs wie Mario Roattas, die in ihren Memoiren behaupteten, die Brutalität der Partisanen sei für das harte italienische Vorgehen verantwortlich gewesen. 2014 veröffentlichte Osti Guerrazzi in den Vierteljahrsheften einen Aufsatz, der die italienische Kriegführung und Besatzungspraxis in Slowenien am Beispiel der Division „Granatieri di Sardegna“ nachzeichnet.
Osti Guerrazzis 2012 erschienene Storia della Repubblica Sociale Italiana zielt vor allem darauf ab, eine Synthese der bisherigen Forschungen zur Italienischen Sozialrepublik vorzulegen. Nach der zentralen These des Bands stellte die Befreiung Roms im Juni 1944 eine Zäsur in der Geschichte des republikanischen Faschismus dar: Auf eine erste Phase (September 1943 bis Juni 1944), in der die Faschisten noch auf widersprüchliche Weise den Konsens der Bevölkerung zu erlangen versucht hatten, sei eine zweite gefolgt, in der die Faschisten jegliches Vertrauen in die Bevölkerung verloren und einen regelrechten „Krieg gegen die Zivilbevölkerung“ (guerra ai civili) geführt hätten. 2024 erschien eine überarbeitete Neuausgabe unter dem Titel L’ultima guerra del fascismo („Der letzte Krieg des Faschismus“).
2017 veröffentlichte Osti Guerrazzi einen Aufsatz, der die Folgen der Bombardierungen Roms für die dortige Zivilbevölkerung analysiert.
2018 konnte Osti Guerrazzi durch Auswerten des Dienstkalenders Mussolinis in einem Aufsatz nachweisen, dass einflussreiche Werke der Memoirenliteratur aus der Umgebung Mussolinis (Emil Ludwig, Yvon De Begnac, Nino D’Aroma), die auch Mussolini-Biograph Renzo De Felice für authentisch hielt, in Wahrheit höchst unzuverlässig sind.
Das 2021 erschienene Buch Gli specialisti dell’odio („Die Spezialisten des Hasses“) rekonstruiert die Praktiken der Judenverfolgung in Italien während der deutschen Besatzung 1943 bis 1945 und die Dynamiken der Kollaboration anhand ausgewählter Fallstudien zu Rom, Mailand, Turin, Genua, Florenz, Bologna, Triest und den beiden Grenzprovinzen Como und Varese.
In einem 2024 veröffentlichten Aufsatz vertritt Osti Guerrazzi entgegen den Aussagen Liliana Picciottos die These, dass diejenigen, die während der deutschen Besatzung Italiens Juden Hilfe leisteten, durchaus ein persönliches Risiko auf sich nahmen.

## Schriften (Auswahl)
Monographien
- Grande industria e legislazione sociale in età giolittiana. Paravia, Turin 2000.
- L’utopia del sindacalismo rivoluzionario. I congressi dell’Unione Sindacale Italiana 1912–13. Bulzoni, Rom 2001.
- „La Repubblica necessaria“. Il fascismo repubblicano a Roma 1943–44. Franco Angeli, Mailand 2004. (Rezension (italienisch))
- Poliziotti. I direttori dei campi di concentramento in Italia. Cooper, Rom 2004.
- Caino a Roma. I complici romani della Shoah. Cooper, Rom 2005.
- La Repubblica Sociale Italiana. Unicopli, Mailand 2008.
- Noi non sappiamo odiare. L’esercito italiano tra fascismo e democrazia. Utet, Turin 2010.
- (mit Anthony Majanlahty): Roma occupata 1943–44. Itinerari, storie, immagini. Il saggiatore, Mailand 2010.
- L’esercito italiano in Slovenia 1941–1943. Strategie di repressione antipartigiana. Viella, Rom 2011 (= Ricerche dell’Istituto storico germanico di Roma, Bd. 7).
  - The Italian Army in Slovenia. Strategies of Antipartisan Repression 1941–1943. Palgrave Macmillan, Basingstoke 2013. (Rezension)
- Storia della Repubblica Sociale Italiana. Carocci, Rom 2012. (Rezension (italienisch))
- Gli specialisti dell’odio. Delazioni, arresti, deportazioni di ebrei italiani. Giuntina, Florenz 2021.
- Nessuna misericordia. Storia della violenza fascista. Biblion, Mailand 2022.
- L’ultima guerra del fascismo. Storia della Repubblica sociale italiana. Carocci, Rom 2024. (Rezension)

Herausgeberschaften
- (mit Lutz Klinkhammer und Thomas Schlemmer): Die „Achse“ im Krieg. Politik, Ideologie und Kriegführung 1939–1945. Schöningh, Paderborn u. a. 2010.
- (mit Martin Baumeister und Claudio Procaccia): 16 ottobre 1943. La deportazione degli ebrei romani tra storia e memoria. Viella, Rom 2016 (= Ricerche dell’Istituto storico germanico di Roma, Bd. 10).
- Le udienze di Mussolini durante la Repubblica Sociale Italiana (1943–1945). Da un progetto dell’Istituto Storico Germanico di Roma. 2., erweiterte und überarbeitete Auflage, Heidelberg University Press, Heidelberg 2020 (= Online-Schriften des DHI Rom. Neue Reihe / Pubblicazioni online del DHI Roma. Nuova Serie, Bd. 3).